# Achot Taronitès
Achot Taronitès (en grec : Ἀσώτιος Ταρωνίτης, Asōtios Tarōnitēs) est un noble byzantin. Il est capturé par les Bulgares en 995, libéré l'année suivante et marié à Miroslava, la fille du tsar Samuel Ier de Bulgarie. Il est nommé gouverneur de Dyrrachium par celui-ci. Là, il fuit avec sa femme vers Constantinople en faisant en sorte que la ville de Dyrrachium redevienne byzantine. 

## Biographie
Achot est le fils de Grégoire Taronitès. Ce dernier est un prince arménien originaire de la région de Taron, au sud de l'Arménie. Quand son père, Achot III de Taron, meurt en 967-968, Grégoire et son frère cèdent le Taron à l'Empire byzantin en échange d'importantes propriétés et du titre de patrice. Grégoire se rend à Constantinople où il se marie et il a au moins deux enfants, Achot et Irène.
En 991, l'empereur Basile II conduit une campagne dans les Balkans contre Samuel de Bulgarie et nomme Grégoire doux de Thessalonique. Achot accompagne alors son père. Peu de temps après son arrivée à Thessalonique, il est capturé tandis que Grégoire est tué par les Bulgares lors d'une embuscade près de Thessalonique. Celle-ci fut causée par l'approche d'une force bulgare des murs de la deuxième plus grande cité byzantine. Pour s'y opposer, Grégoire envoie Achot en reconnaissance à la tête d'une avant-garde. Toutefois, Achot se montre trop téméraire. Il décide de combattre les Bulgares et parvient à les repousser mais il s'agit en fait d'un piège pour attirer les Byzantins dans une embuscade. Son père, Grégoire, qui suit avec l'armée principale, se précipite à son secours mais il est tué,. La date exacte de cet événement est inconnue. Selon la chronologie du récit de Jean Skylitzès, il se serait déroulé en 996 alors que les sources arméniennes mentionnent la date de 991. Les recherches modernes considèrent en général qu'il est intervenu au plus tard au milieu de l'année 995 car Jean Chaldos est attesté comme gouverneur de Thessalonique l'année suivante,. 
Toutefois, en 996, Samuel décide de relâcher Achot après avoir battu en retraite lors de la désastreuse bataille de Spercheios. Il le marie à sa fille Miroslava. Selon Jean Skylitzès, elle serait tombée profondément amoureuse du captif byzantin et aurait menacé de se suicider si Samuel ne l'avait pas autorisée à le marier. Le tsar envoie le nouveau couple à Dyrrachium dont Achot Taronitès devient le gouverneur. Une fois arrivé dans la ville, il prend contact avec les Byzantins, soutenu par le principal notable de la ville, Jean Chrysélios. Il propose de livrer la ville à l'Empire en échange de titres pour lui et ses fils. Une fois cet arrangement obtenu, il fuit vers Constantinople en compagnie de sa femme sur un navire de guerre byzantin et, peu après, une escadre byzantine commandée par Eustathe Daphnomèle se présente devant Dyrrachium pour s'en emparer,,. À Constantinople, Basile II nomme Achot magistros et sa femme obtient le titre de zoste patrikia. Par la suite, rien n'est connu d'eux. La date de l'épisode de la fuite de Dyrrachium en elle-même est incertaine. Elle est généralement située peu après les années 997-998, en accord avec le récit de Skylitzès. Toutefois, il est possible qu'il ne soit intervenu qu'en 1018, à la fin de la guerre entre les Byzantins et les Bulgares, d'autant que la chronologie du texte de Skylitzès manque souvent de fiabilité. De son côté, la chronique italienne de Lupus Protospatharius fait remonter cet événement aux années 1004-1005, sans mentionner Achot.